# Presa d'ostatges de l'ambaixada de l'Alemanya Occidental a Estocolm
La presa d'ostatges de l'ambaixada de l'Alemanya Occidental a Estocolm va ser una acció armada de la Fracció de l'Exèrcit Roig (RAF), comesa el 24 d'abril de 1975 a l'ambaixada de la República Federal Alemanya d'Estocolm, Suècia, consistent en el segrest col·lectiu dels presents. Els segrestadors es van denominar «escamot Holger Meins», després que el seu company de militància Holger Meins morís el 9 de novembre de 1974 durant una vaga de fam a la presó de Wittlich.

## Setge
El grup de la RAF que va dur a terme l'atac estava format per sis membres: Karl-Heinz Dellwo, Siegfried Hausner, Hanna Krabbe, Bernhard Rössner, Lutz Taufer i Ulrich Wessel. El seu objectiu va ser forçar l'alliberament de companys de militància, així com d'altres organitzacions afines, de les presons de l'Alemanya Occidental. En concret, van exigir l'alliberament d'un total de 26 membres de la RAF que havien estat empresonats, entre ells Andreas Baader, Ulrike Meinhof, Gudrun Ensslin i Jan-Carl Raspe. Durant el setge van declarar: «l'«escamot Holger Meins» manté membres del personal de l'ambaixada per tal d'alliberar presoners a l'Alemanya Occidental. Si la policia entra, farem volar l'edifici amb 15 quilos de TNT».
Van entrar a l'ambaixada, van prendre com a ostatges tretze funcionaris de l'ambaixada (o dotze funcionaris, segons algunes fonts), inclòs l'ambaixador Heinz Dietrich Stoecker, i després van procedir a ocupar els pisos superiors de l'edifici. Van advertir la policia sueca que fes marxa enrere o alguns ostatges serien assassinats, però la policia no va complir. En conseqüència, un dels ostatges, Andreas von Mirbach, agregat militar alemany, va sortir al replà i va ser assassinat a trets. Casualment, l'any 1918, el seu difunt parent, Wilhelm von Mirbach, havia estat assassinat a l'ambaixada d'Alemanya a Moscou per militants Socialistes-revolucionaris d'Esquerra quan exercia d'ambaixador de la missió diplomàtica. El canceller d'Alemanya Helmut Schmidt, després d'haver viscut una altra crisi d'ostatges poques setmanes abans, no va voler entrar en negociacions. Com a resposta, l'agregat econòmic Heinz Hillegaart va ser obligat a situar-se davant d'una finestra i després va rebre tres trets. Amb l'assassinat de Hillegaart, els atacants van anunciar que executarien un ostatge cada hora fins que es complissin les seves demandes.
La policia sueca es va preparar per assaltar l'edifici, però abans de tenir l'oportunitat de fer-ho, l'ambaixada va ser sacsejada per una sèrie d'explosions violentes a conseqüència de la detonació de càrregues de TNT. Va resultar que un dels segrestadors, Ulrich Wessel, havia llençat una granada, que el va matar i va fer detonar la memòria cau de la TNT. Alguns ostatges, així com membres de la RAF, van patir cremades. L'extradició dels segrestadors capturats i supervivents va ser ordenada per l'aleshores ministra d'ocupació sueca, Anna-Greta Leijon. Siegfried Hausner va ser transportat a l'Alemanya Occidental, on aviat va morir a la presó de Stammheim per les ferides de la detonació accidental.
L'explosió de l'ambaixada va quedar gravada en cinta. El periodista suec Bo Holmström es trobava davant de l'ambaixada, a punt per transmetre, quan es van produir les explosions. Després de protegir-se, Holmström va començar a cridar: «Lägg ut! lägg ut!» ("Poseu-lo! poseu-lo!", és a dir "Posa'm en antena!"). Un cop va saber que estava en directe, va començar a informar dels esdeveniments.

## Conseqüències
El 20 de juliol de 1977, el Tribunal Regional Superior de Düsseldorf va condemnar els quatre segrestadors supervivents (Krabbe, Dellwo, Taufer i Rössner) a dues penes de presó perpètua per dos càrrecs d'assassinat conjunt, presa d'ostatges i intent de coacció a un òrgan constitucional. L'1 de març de 1978, la 3a Sala Penal del Tribunal Federal de Justícia d'Alemanya va desestimar per infundats els recursos dels acusats contra aquesta sentència.
Pel que fa a Rössner va rebre una condemna suspesa el 17 de novembre de 1992 i va ser indultat el 1994. Taufer i Dellwo van ser alliberats de la presó a la primavera de 1995, i Krabbe el 10 de maig de 1996. El 1994, Rössner va dir durant una entrevista televisiva a ZDF que no sentia cap penediment ni remordiment cap a les víctimes i les seves famílies. Clais von Mirbach, fill de l'agregat que va ser disparat, va explicar aleshores que desitjava «que el públic prengués una posició més decidida contra aquesta autodeclaració i banalització».

## Posterioritat
Després del setge, Leijon va rebre múltiples amenaces, incloses les de l'anomenat «escamot Sigfried Hausner». Poc després de la presa d'ostatges de l'ambaixada, el Servei de Seguretat Suec (Säpo) es va implicar en la protecció de Leijon. El maig de 1977, un equip de la RAF liderat per Norbert Kröcher va intentar segrestar la ministra sueca, però el seu equip de seguretat va aconseguir evitar-ho. Després de l'intent fallit de segrest, més de 20 persones van ser arrestades a Göteborg i Lund a Suècia, i Gladsaxe a Dinamarca. Després de l'assassinat d'Olof Palme, també es va especular que la RAF fossin els autors. Tanmateix, el juny de 2020, el govern suec va anunciar que Stig Engström, que va morir l'any 2000, fos molt probablement l'assassí.
L'any 2003 es va estrenar la pel·lícula sueca Stockholm 75, un documental sobre els esdeveniments dirigit per David Aronovich.